# إريك كولد جينسين
إريك كولد جينسين (بالدنماركية: Erik Kuld Jensen)‏ (10 يونيو 1925 في آرهوس - 14 أبريل 2004) لاعب كرة قدم دانماركي راحل كان يجيد اللعب في مركز المهاجم .
عندما كان لاعبا في صفوف نادي ليل الفرنسي استطاع أن يساهم في الفوز ببطولة كأس فرنسا موسم 1952-1953 .

## روابط خارجية
- إريك كولد جينسين على موقع قاعدة بيانات كرة القدم.إي يو (الإنجليزية)
- إريك كولد جينسين على موقع ناشيونال فوتبول تيمز (الإنجليزية)
- إريك كولد جينسين على موقع عالم كرة القدم.نت (الإنجليزية)
- إريك كولد جينسين على موقع أوليمبيديا (الإنجليزية)